# Klaus Willerding
Klaus Willerding (* 24. November 1923 in Berlin-Schöneberg; † 5. Oktober 1982 in Berlin) war ein deutscher Politiker (SED), Funktionär sowie Diplomat der DDR.

## Leben
Willerding, Sohn eines Arztes, wurde nach dem Abitur zum Wehrdienst einberufen und geriet 1944 in sowjetische Kriegsgefangenschaft. Von 1946 bis 1948 besuchte er eine Antifa-Schule sowie 1949 die Antifa-Zentralschule in Krasnogorsk. 
1949 kehrte er nach Deutschland zurück und trat der SED bei. Von 1949 bis 1958 war er Funktionär der Gesellschaft für Deutsch-Sowjetische Freundschaft (DSF), 1949/1950 war er Sekretär der DSF-Landesvorstandes Mecklenburg sowie von 1950 bis 1958 Sekretär des DSF-Zentralvorstandes. 
1958 wurde er als Nachfolger von Max Hummeltenberg im Ministerium für Auswärtige Angelegenheiten der DDR Chef des Protokolls. 1964 bis 1968 war er Botschafter der DDR in Ulaanbaatar. Im Jahr 1969 promovierte er zum Dr. rer. pol. Von 1969 bis 1972 wirkte er als Botschafter in Hanoi. Nach seiner Rückkehr in die DDR im Jahr 1972 war er bis zu seinem Tode im Jahr 1982 Stellvertreter des Ministers für Auswärtige Angelegenheiten der DDR.

## Privates

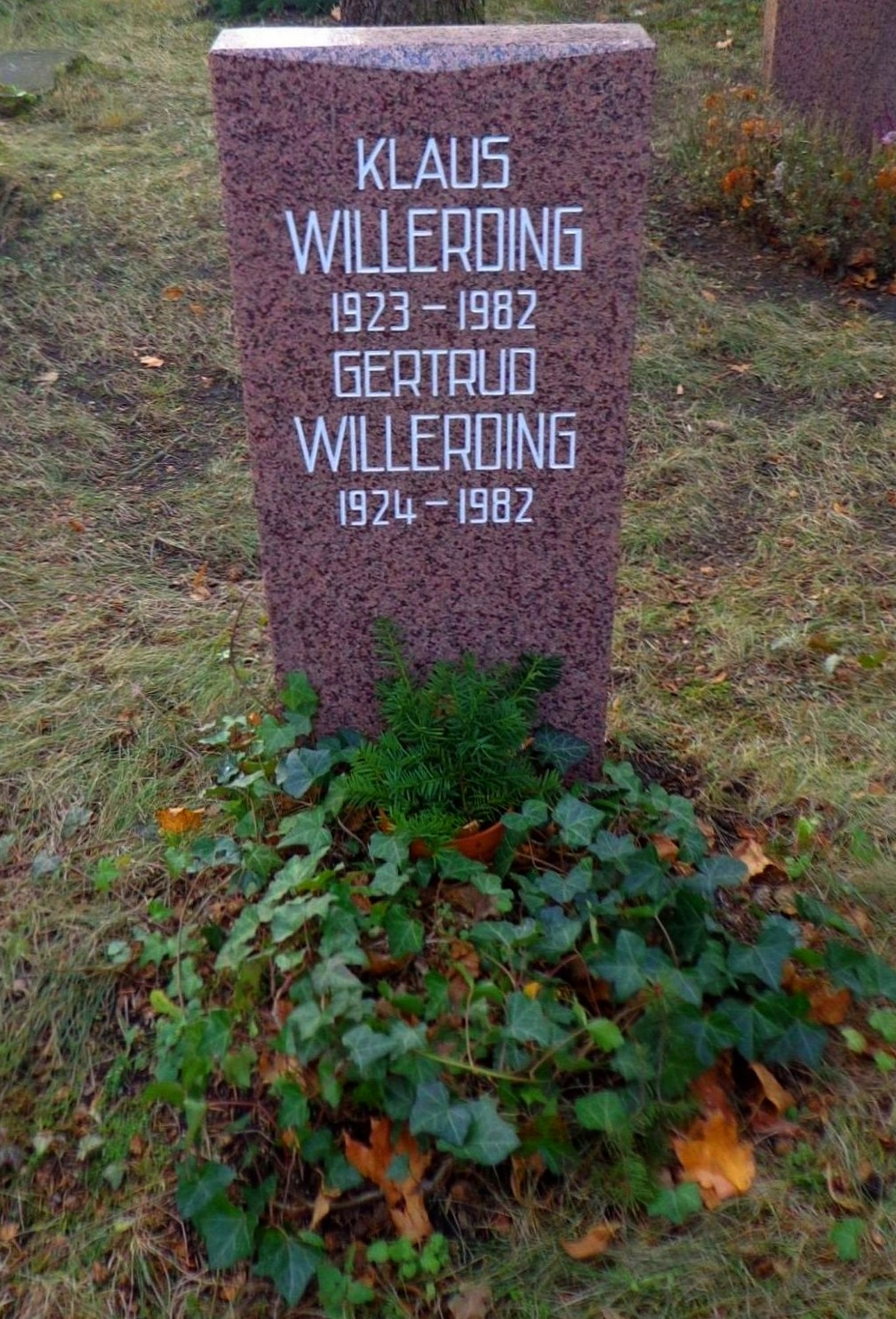
Grabstätte

Sein Sohn Hans-Joachim Willerding ist ein ehemaliger Funktionär der FDJ und der SED in der Deutschen Demokratischen Republik. Die Urne von Klaus Willerding wurde in der Grabanlage Pergolenweg des Berliner Zentralfriedhofs Friedrichsfelde beigesetzt.

## Auszeichnungen
- Vaterländischer Verdienstorden in Bronze (1969) und in Silber (1972)
- Orden Banner der Arbeit Stufe I (1978)

## Schriften (Auswahl)
- Die Bedeutung der Großbauten des Kommunismus für die gesamte Menschheit. Verlag Kultur und Fortschritt, Berlin 1953.
- Der Stalinsche Plan „Große Wolga“ wird verwirklicht. Verlag Kultur und Fortschritt, Berlin 1953.
- Die DDR und die national befreiten Staaten Asiens und Afrikas. In: Asien, Afrika, Lateinamerika, H. 5 (1974), S. 687ff.
- Zum Kampf der Entwicklungsländer Asiens und Afrikas für die Festigung ihrer politischen und die Erringung ihrer ökonomischen Unabhängigkeit vom Imperialismus. In: Asien, Afrika, Lateinamerika, H. 3 (1975).
- Grundlagen und Inhalt der Beziehungen der DDR zu den befreiten Staaten Asiens und Afrikas. In: Deutsche Außenpolitik, H. 11 (1976), S. 1615–1628.
- Zur Afrikapolitik der DDR. In: Deutsche Außenpolitik, H. 8 (1979), S. 5–19.
- Die Außenpolitik der DDR und die Länder Asiens, Afrikas und Lateinamerikas. In: Asien, Afrika, Lateinamerika, H. 4 (1979), S. 569–577.